# Chiesa di San Michele Arcangelo (Selvazzano Dentro)
La chiesa di San Michele Arcangelo è la parrocchiale di Selvazzano Dentro, in provincia e diocesi di Padova; fa parte del vicariato di Selvazzano Dentro.

## Storia
Presso la villa di Selvatiano già prima dell'anno Mille il vescovo di Vicenza aveva un castello; è probabile che l'intitolazione della chiesa a san Michele sia di origine longobarda. 
Tuttavia, la prima citazione della pieve di Selvazzano è da ricercare in un documento datato 11 novembre 1183.
Nella seconda metà del XVIII secolo il presbiterio della pieve fu riedificato, mentre nel 1831 si provvide ad alzare i muri della navata, come ordinato dal vescovo Modesto Farina; intanto, il 1º maggio 1818 la parrocchia selvazzanese era passata dalla diocesi di Vicenza a quella di Padova.
Anche se tra il 1921 e il 1922 l'antica pieve era stata ampliata con la costruzione di due cappelle ai lati del coro, già pochi anni dopo l'edificio risultò insufficiente a contenere tutti i fedeli.
Così, nel 1945 venne posta la prima pietra della nuova parrocchiale; i lavori furono terminati nel 1959 e la benedizione della chiesa venne impartita il 6 settembre del medesimo anno.

Le rifiniture della struttura furono ultimate negli anni successivi: nel 1970 si completarono l'atrio e il controsoffitto, nel 1981 venne posato il pavimento e nel 1986 fu portata a compimento la facciata.

## Descrizione

### Esterno
La facciata a capanna della chiesa, rivestita inferiormente in pietra e superiormente in mattoni, è scandita in tre parti da quattro paraste a sostegno di tre arcate a tutto sesto in aggetto; al centro è collocato l'ampio portale d'ingresso principale strombato, coronato da una lunetta contenente un mosaico, mentre in sommità si apre un rosone; ai lati si trovano i due accessi secondari, anch'essi sormontati da lunette e, più in alto, da due alte monofore a tutto sesto.

### Interno
L'interno dell'edificio si compone di un'unica navata coperta da una volta a botte lunettata, le cui pareti intonacate, suddivise in due ordini, sono scandite da lesene a sostegno di arcate a tutto sesto. Al termine dell'aula si affaccia attraverso un ampio arco trionfale il presbiterio, che ospita l'altare maggiore, aggiunto nel 1981; alla sua destra si trova la sagrestia, mentre sul lato opposto è collocata la cappella invernale.
Qui sono conservate alcune opere di pregio, in buona parte acquisite dalla parrocchia nella prima metà del XIX secolo da monasteri soppressi, tra cui le tele raffiguranti Sant'Ubaldo da Gubbio, san Ludovico da Tolosa e san Bonaventura da Bagnoregio, realizzata nel 1601 da Jacopo Palma il Giovane, la Resurrezione di Gesù Cristo, eseguita a cavallo del 1700 probabilmente da Antonio Balestra o da Girolamo Brusaferro, San Michele arcangelo, ritratto nel XIX secolo da Antonio Zambler, la Carità e San Michele nella gloria, entrambi dipinti nel corso del XVII secolo, oltre alla cinquecentesca statua in terracotta rappresentante la Madonna con il Bambino.